# Tamika Mallory
Tamika Danielle Mallory (El Bronx, 4 de septiembre de 1980) es una activista estadounidense, copresidenta de la Marcha de las Mujeres 2019. Fue una de las principales organizadoras de la Marcha de las Mujeres en Washington de 2017 en la que ella y sus tres coorganizadoras fueron reconocidas como Time 100 del año.
Mallory es activista en favor del control de armas, el feminismo y el movimiento Black Lives Matter. En 2018, Mallory recibió críticas por participar en un acto convocado por el controvertido líder de Nation of Islam Louis Farrakhan, y se reclamó por parte de algunos sectores su dimisión por la Marcha de Mujeres 2019.

## Vida personal
Mallory nació en El Bronx, en Ciudad de Nueva York, hija de Stanley y Voncile Mallory. Creció en el Manhattanville Houses en Manhattan y se trasladó a la Ciudad de Cooperativa en el Bronx cuándo tenía 14 años. Sus padres fueron miembros fundadores y activistas de la Red Nacional de Acción de Al Sharpton, una importante organización de derechos civil de Estados Unidos. Su implicación en la red influyó para que Mallory se interesara en la justicia social y los derechos civiles.
Mallory es madre soltera y tiene un hijo, Tarique. El padre de su hijo, Jason Ryans, fue asesinado en 2001. Mallory explicó que su experiencia con NAN le enseñó a reaccionar a la tragedia con activismo. Su hijo es miembro de NAN. Mallory es cristiana.

## Activismo político
A los 11 años Mallory se convirtió en activista del movimiento por los derechos civiles en Estados Unidos en NAN. A los 15 años se incorporó a la plantilla de la red convirtiéndose en la Directora Ejecutiva más joven de la historia de la organización. Después de trabajar en NAN durante 14 años, Mallory dejó la organización en 2013 para desarrollar su propio activismo. No está desligada sin embargo de la organización, apoyando reuniones y en el reclutamiento de miembros. 
En 2014, Mallory fue seleccionada para formar parte del comité de transición de la Ciudad de Nueva York del alcalde Bill de Blasio. Durante ese tiempo ayudó a crear el Sistema de Gestión de Crisis de Nueva York, un programa de prevención de la violencia con armas apoyado anualmente con 20 millones de dólares. También ha trabajado como codirectora de una nueva iniciativa del Sistema de Gestión de Crisis, el Mes de Concienciación sobre la Violencia de las Armas de Fuego.
Mallory es la presidenta de su propia empresa, Mallory Consultoría, dedicada a la planificación y gestión de eventos en Nueva York. También forma parte del consejo de administración para Gathering for Justice, una organización que trabaja para acabar con el encarcelamiento de menores y eliminar políticas que producen el encarcelamiento masivo.
En 2018, Mallory criticó a Starbucks por incluir a la Liga Antidifamación (ADL), una organización judía que tiene por misión denunciar el antisemitismo y todas las formas de odio, en una formación de la compañía sobre perjuicios raciales tras el arresto de dos hombres negros en un Starbucks en Filadelfia. En un tuit, acusó a la ADL de "atacar a personas negras y marrones" y escribió "La ADL envía a la policía estadounidense a Israel para que aprendan sus prácticas militares. Esto es muy preocupante. No hablemos de sus ataques  contra @blacklivesmatter.” Starbucks posteriormente retiró a la organización de su formación contra los prejuicios, una decisión que Liel Leibovitz de la revista Tablet consideró que era una concesión a la intolerancia.

### La marcha de las Mujeres 2017
Mallory, junto a Bob Bland, Carmen Perez, y Linda Sarsour, organizó la Marcha de las Mujeres de Washington el 21 de enero de 2017. Fue una protesta contra la llegada a la Presidencia de Estados Unidos de Donald Trump y en defensa de los derechos de las mujeres, la reforma de las leyes de inmigración, los derechos LGBTQIA, la reforma del sistema sanitario, el sistema medioambiental y la justicia e igualdad racial.
La Marcha de las Mujeres sobre Washington movilizó a unas 500.000 personas. El sitio web de la Marcha de las Mujeres señaló que en total en todo el mundo la participación fue de casi cinco millones. Según el diario británico The Independent la marcha puede haber sido la protesta de un solo día más grande en historia de EE. UU. Sarsour, Mallory, Bland y Perez fueron reconocidas en Time 100 de 2017.

#### Organización y planificación
La idea de la Marcha de las Mujeres surgió tras la elección de Donald Trump. Una abuela en Hawái, Teresa Shook, creó un evento en Facebook para una marcha en Washington, D. C., el día de la toma de posesión. Entretanto, Bob Bland, una madre que vive en Ciudad de Nueva York, también creó un evento. Durante los siguientes días centenares de personas a título individual se sumaron a la convocatoria del evento en Facebook. La oleada de personas interesadas fue un catalizador para la organización que condujo a la Marcha de Mujeres 2017.
Los eventos de Bland y Shook se fusionaron en un solo evento. Bland se acercó a Mallory, Perez y Sarsour para incluir voces de color. Las organizadoras de la marcha buscaron integrar a muchas líderes y voces diferentes para crear una estructura descentralizada. La intención era incorporar a personas de todos los ámbitos.
Mallory dijo que si bien la marcha fue en respuesta directa a la elección de Trump, el enfoque de la marcha fue más acerca de abordar los problemas sociales en los Estados Unidos. La marcha les dio a las mujeres, minorías, personas de color, LGBTQIA y otros un espacio para expresar activamente sus preocupaciones, temores y sentimientos. Mallory explica que ella asumió esta responsabilidad porque "quería asegurarse de que las voces de las mujeres negras se mantuvieran, elevaran y que nuestros problemas se resolvieran, pero esto no puede suceder a menos que estemos sentadas en la mesa".
El trabajo de Mallory dentro de la Marcha de las Mujeres estaba orientado a crear un espacio para voces no representadas en el activismo social. Era su sentimiento que las marchas anteriores no habían reconocido los aspectos interseccional en el marco de la justicia social, como carrera, clase, género, nacionalidad, y sexualidad. Según Mallory, los organizadores trabajaron para hacer que la marcha fuera lo más inclusiva posible para promover el mayor cambio.
Una de las organizaciones que ofrecieron mayor apoyo a la marcha fueron Planned Parenthood. Mallory explicó la relación con la organización  porque  "proporcionan a las mujeres servicios de salud que salvan vidas".

#### Actividades posteriores
Después de la marcha, los organizadores publicaron una campaña de "10 Acciones para los primeros 100 días", con el fin de continuar con el impulso del activismo social obtenido de la marcha. La primera acción fue escribir una postal a los senadores sobre temas de preocupación. Los organizadores proporcionaron una plantilla en su sitio web junto con formas de enviar las postales. La segunda acción fue organizar o asistir a una "reunión", una reunión informal para discutir formas de transformar los sentimientos en acciones locales y nacionales. La tercera acción fue asistir u organizar un evento "Escucha nuestra voz", una versión más formal de la acción 2, con el fin de estimular un cambio continuo.

### La marcha de Mujeres 2019
Mallory se convirtió en una de las copresidentas de la Marcha de las Mujeres 2019, asumiendo el liderazgo de la marcha junto a Linda Sarsour, Carmen Perez, y Bob Bland.
Mallory ha sido criticada para su relación con la organización Nación del Islam dirigida por Louis Farrakhan y apoyada por Assata Shakur, un antiguo miembro del Black Liberation Army condenado por asesinato. El 25 de febrero de 2018, Mallory estuvo presente en el discurso de Farrakhan el Saviours'Day en el que realizó varios comentarios antisemitas, y más tarde posteó comentarios positivos sobre el acontecimiento en las redes sociales. Esto llevó a algunos partidarios de la marcha a pedir la renuncia de Mallory y otros líderes de la Marcha de las Mujeres. En diciembre de 2018, The New York Times informó que los "cargos de antisemitismo" que se derivan en parte del problema de Farrakhan, así como el presunto regaño de Mallory a una organizadora judía de la Marcha de las Mujeres "ahora están arruinando el movimiento y eclipsando los planes para más marchas el próximo mes".
Mallory respondió con una declaración que condenaba el racismo, el antisemitismo y la homofobia, y también escribió: "No deseo que me responsabilicen por las palabras de otros cuando mi propia historia muestra que me opongo a ellos". Añadió que creía que la formación de coaliciones requería trabajar con personas con las que ella no estaba de acuerdo. Una de las primeras cofundadoras de la Marcha, Vanessa Wruble, dijo que Mallory y otras la "expulsaron" de la Marcha por su identidad judía. Otra organizadora, Evvie Harmon, dijo que ella presenció a Mallory y su copresidenta Carmen Pérez reprendiendo a Wruble, diciendo "su gente posee toda la riqueza", comentarios que Harmon describió en una cuenta de The New York Times y Tablet. Mallory y Pérez negaron haber hecho esas declaraciones o que Wruble fuera maltratada por ser judía. En el programa de televisión The View Mallory declaró que no estaba de acuerdo con todas las declaraciones de Farrakhan y que no usaría su lenguaje, pero se negó a condenar sus declaraciones antisemitas anteriores.